# Seymeria
Seymeria es un género plantas fanerógamas perteneciente a la familia Scrophulariaceae. Ahora clasificada dentro de la familia Orobanchaceae. Comprende 34 especies descritas y de estas, solo 27 aceptadas.

## Taxonomía
El género fue descrito por Frederick Traugott Pursh y publicado en Flora Americae Septentrionalis; or, . . . 2: 736–737. 1814[1813].

## Especies seleccionadas
- Seymeria auriculata
- Seymeria bipinnatisecta
- Seymeria cassioides
- Seymeria chihuahuana
- Seymeria coahuilana
- Seymeria cualana